# Limnosipanea
Limnosipanea là một chi thực vật có hoa trong họ Thiến thảo (Rubiaceae).

## Loài
Chi Limnosipanea gồm các loài: